# Ceratocyba umbilicaris
Ceratocyba umbilicaris là một loài nhện trong họ Linyphiidae.
Loài này thuộc chi Ceratocyba. Ceratocyba umbilicaris được Herman Theodor Holm miêu tả năm 1962.